# Женская сборная Пакистана по волейболу
Женская национальная сборная Пакистана по волейболу (урду پاکستان خواتین کی قومی والی بال ٹیم‎, англ. Pakistan women's national volleyball team) — представляет Пакистан на международных волейбольных соревнованиях. Управляющей организацией выступает Пакистанская федерация волейбола (англ. Pakistan Volleyball Federation (PVF).

## История
Пакистанская федерация волейбола (PVF) образована в 1955 и в том же году вступила в  ФИВБ.
Женская национальная сборная Пакистана начала формироваться лишь в 1990-х годах для участия в волейбольных турнирах Южноазиатских игр. Высшим итогом выступлений пакистанских волейболисток в этих региональных мультиспортивных соревнованиях стали бронзовые награды, завоёванные ими на VII Играх, проходивших в индийском Мадрасе. В других официальных турнирах женская сборная Пакистана участия не принимала.
В 2024 году с целью повышения уровня женской национальной команды страны и для подготовки к участию к XIV Южноазиатских играх, которые намечены к проведению в 2026 году в пакистанском Лахоре, главным тренером сборной Пакистана назначена итальянский специалист Алессандра Кампеделли, в 2022 возглавлявшая женскую сборную Ирана. 

## Результаты выступлений и составы

### Южноазиатские игры
- 1991 — ?
- 1993 — ?
- 1995 —  3-е место
- 1999 — ?
- 2006 — отказ от участия
- 2016 — 5-е место
- 2019 — отказ от участия

- 2016: Мадиха Латиф, Разия Ханиф, Самия Сахар, Назия Султана, Бисма Идрис, Сехриш Наваз, Азра Фарук, Амна Зафар, Шабана Шиех, Мария Чима, Аттия Макбул, Собия Гафур. Тренер — Кафаит Улла.

## Состав
| Имя, фамилия        | Год рождения | Рост | Клуб                      |
| ------------------- | ------------ | ---- | ------------------------- |
| связующие           |              |      |                           |
| Саба Аршад          | 1996         | 167  | WAPDA (Лахор)             |
| Минахель Джабин     | 2004         | 178  | HEC (Исламабад)           |
| Алиша Джунайд       | 2006         | 176  | Pakistan Army (Исламабад) |
| центральные         |              |      |                           |
| Тайиба Икбал        | 1997         | 180  | Pakistan Army (Исламабад) |
| Зайнаб Шаббир Ахмад | 2004         | 180  | HEC (Исламабад)           |
| Халима Садия        | 2006         | 180  | Pakistan Army (Исламабад) |
| Лараиб Аббас        | 2007         | 175  | LCU (Лахор)               |
| нападающие          |              |      |                           |
| Азра Фарук          | 1995         | 183  | «Старз» (Эр-Рияд)         |
| Рашида Шакил        | 1999         | 180  | Pakistan Army (Исламабад) |
| Мукаддас Бухари     | 1995         | 165  | WAPDA (Лахор)             |
| Умме Хабиба Киран   | 1998         | 168  | Pakistan Army (Исламабад) |
| Рабия Закир Шах     | 2001         | 168  | Pakistan Army (Исламабад) |
| Арудж Захид         | 2001         | 177  | HEC (Исламабад)           |
| Римша Шахид         | 2006         | 180  | Pakistan Army (Исламабад) |
| либеро              |              |      |                           |
| Тайиба Мехмуд       | 1997         | 157  | WAPDA (Лахор)             |
| Амна Юсаф           | 2000         | 157  | Pakistan Army (Исламабад) |
| Мехрин Фарид        | 2006         | 163  | Pakistan Army (Исламабад) |

- Главный тренер —  Алессандра Кампеделли.
- Тренеры — Мухаммад Васим, Захид Мунир.